# Дем'янюк Дмитро Олексійович
Дмитро Дем'янюк (*30 червня 1983, Львів) — український спортсмен (легка атлетика, стрибки у висоту). Майстер спорту міжнародного класу.

## Життєпис
Народився 30 червня 1983 у Львові в сім'ї стрибуна у висоту Олексія Дем'янюка.
Зріст — 198 см.
Закінчив Львівське училище фізкультури і юридичний факультет Львівського техніко-економічного коледжу. Навчався в екстернаті факультету дизайну в НУ «Львівська політехніка». У 2015 році Закінчив магістратуру Львівського Державного Університету фізичної культури та спорту
Учасник Олімпійських Ігор у Пекіні та Лондоні.
Переможець командного чемпіонату Європи з легкої атлетики 2011 року.
Фіналіст чемпіонату світу 2011 року в Тегу (Корея)
Фіналіст чемпіонату Європи у приміщеннях 2013 року
Особистий рекорд у стрибках у висоту — 2 м 35 см.
Тренери — В. Лебедюк.
У 2007 році разом з тренером заснував спортивний легкоатлетичний клуб «Висота». Клуб займається пропагуванням стрибків у висоту, легкої атлетики, а  також занять спортом та здорового способу життя. В СК «Висота» займається одночасно декілька десятків стрибунів різної спортивної кваліфікації: від початківців до двохразового учасника олімпійських ігор. СК «ВИСОТА» забезпечує їхні виїзди на змагання та навчально-тренувальні збори, надає спортивну форму та інвентар.
Дмитро Дем'янюк є одним з організаторів традиційного міжнародного турніру «Меморіал О.Дем'янюка», який проводить в пам'ять свого батька. Змагання багато років поспіль збирають найсильніших стрибунів з різних країн.
У січні 2022 офіційно ологосив про завершення змагальної кар'єри.